# Svenska mästerskapen i längdskidåkning 1951
Svenska mästerskapen i längdskidåkning 1951 arrangerades, som en del av stora SM-veckan, i Söderhamn den 11-18 februari.
En nyhet på programmet var damernas stafett som kördes för första gången i historien.

## Medaljörer, resultat

### Herrar
| Gren              | Guld                                                           | Guld                                                           | Guld     | Silver                                                       | Silver                                                       | Silver   | Brons                                                       | Brons                                                       | Brons    |
| 15 km             | Nils Karlsson                                                  | IFK Mora                                                       | 51.43    | Gunnar Eriksson                                              | IFK Mora                                                     | 51.58    | Karl-Erik Åström                                            | Alfredshems IK                                              | 52.11    |
| 30 km             | Sten Bergkvist                                                 | Skellefteå SK                                                  | 1.49.38  | Nils Karlsson                                                | IFK Mora                                                     | 1.49.59  | Enar Josefsson                                              | Skellefteå SK                                               | 1.50.14  |
| 50 km             | Nils Karlsson                                                  | IFK Mora                                                       | 3.25.20  | Arthur Herrdin                                               | Lillhärdals IF                                               | 3.27.22  | Gunnar Karlsson                                             | IFK Umeå                                                    | 3.29.03  |
| Stafett 3 x 10 km | Hammerdals IF (Herman Pettersson, Melcher Risberg, Göran Thor) | Hammerdals IF (Herman Pettersson, Melcher Risberg, Göran Thor) | 1.56.49  | IFK Umeå (Gunnar Karlsson, L. Backman, Martin Lundström)     | IFK Umeå (Gunnar Karlsson, L. Backman, Martin Lundström)     | 1.57.32  | IFK Mora (Gunnar Eriksson, Anders Törnkvist, Nils Karlsson) | IFK Mora (Gunnar Eriksson, Anders Törnkvist, Nils Karlsson) | 1.58.16  |
| Lagtävling 15 km  | IFK Mora (Nils Karlsson, Gunnar Eriksson, Anders Törnkvist)    | IFK Mora (Nils Karlsson, Gunnar Eriksson, Anders Törnkvist)    | 2.37.11  | Skellefteå SK (Enar Josefsson, Åke Lundberg, Sten Bergkvist) | Skellefteå SK (Enar Josefsson, Åke Lundberg, Sten Bergkvist) | 2.38.44  | IFK Kalix (S. Andersson, T. Bergström, G. Björk)            | IFK Kalix (S. Andersson, T. Bergström, G. Björk)            | 2.39.37  |
| Lagtävling 30 km  | Skellefteå SK (Sten Bergkvist, Enar Josefsson, Åke Lundberg)   | Skellefteå SK (Sten Bergkvist, Enar Josefsson, Åke Lundberg)   | 5.32.43  | IFK Mora (Nils Karlsson, Gunnar Eriksson, Anders Törnkvist)  | IFK Mora (Nils Karlsson, Gunnar Eriksson, Anders Törnkvist)  | 5.37.14  | IFK Umeå (Gunnar Karlsson, Martin Lundström, L. Backman)    | IFK Umeå (Gunnar Karlsson, Martin Lundström, L. Backman)    | 5.42.21  |
| Lagtävling 50 km  | IFK Mora (Nils Karlsson, Gunnar Eriksson, Anders Törnkvist)    | IFK Mora (Nils Karlsson, Gunnar Eriksson, Anders Törnkvist)    | 10.28.40 | IFK Umeå (Gunnar Karlsson, Harald Eriksson, A. Adolfsson)    | IFK Umeå (Gunnar Karlsson, Harald Eriksson, A. Adolfsson)    | 10.32.32 | Brännans IF (F. Wedin, S. Andersson, O. Högström)           | Brännans IF (F. Wedin, S. Andersson, O. Högström)           | 10.49.09 |

### Damer
| Gren             | Guld                                                       | Guld                                                       | Guld    | Silver                                         | Silver                                         | Silver  | Brons                                                                                 | Brons                                                                                 | Brons   |
| 10 km            | Märta Norberg                                              | Vårby IK                                                   | 43.05   | Sonja Edström                                  | Luleå SK                                       | 45.15   | Inga Löwdin                                                                           | IF Thor                                                                               | 45.20   |
| Stafett 3 x 7 km | Vårby IK (Berta Hallqvist, Anna Strandberg, Märta Norberg) | Vårby IK (Berta Hallqvist, Anna Strandberg, Märta Norberg) | 1.37.22 | IF Thor (Eivor Alm, Emmy Gauffin, Inga Löwdin) | IF Thor (Eivor Alm, Emmy Gauffin, Inga Löwdin) | 1.37.33 | Selångers SK (Gudrun Sjölén-Åkerberg, Margit Åsberg-Albrechtsson, Anna-Lisa Eriksson) | Selångers SK (Gudrun Sjölén-Åkerberg, Margit Åsberg-Albrechtsson, Anna-Lisa Eriksson) | 1.38.53 |
| Lagtävling 10 km | Vårby IK (Märta Norberg, Berta Hallqvist, Anna Strandberg) | Vårby IK (Märta Norberg, Berta Hallqvist, Anna Strandberg) | 2.18.39 | IF Thor (Inga Löwdin, Emmy Gauffin, Eivor Alm) | IF Thor (Inga Löwdin, Emmy Gauffin, Eivor Alm) | 2.22.39 | Selångers SK (Anna-Lisa Eriksson, Gudrun Sjölén-Åkerberg, V. Granhammar)              | Selångers SK (Anna-Lisa Eriksson, Gudrun Sjölén-Åkerberg, V. Granhammar)              | 2.28.20 |

### Webbkällor
- Svenska Skidförbundet